# 센다가야정
센다가야정(千駄ヶ谷町)은 도쿄부 도요타마군에 일찍이 존재했던 정이다. 현재의 시부야구에 해당한다.

## 역사
- 1889년 4월 1일 - 정촌제 시행에 의해 미나미토시마군 센다가야촌이 성립하였다.
- 1896년 4월 1일 - 미나미토시마군, 히가시타마군과 합병해, 도요타마군이 되었다.
- 1907년 4월 1일 - 정으로 승격해 센다가야정이 되었다.
- 1932년 10월 1일 - 도쿄시에 편입되어 소멸, 센다가야정의 구역을 가지고 시부야구가 되었다.

## 인구
- 1920년 36,374
- 1925년 39,997
- 1930년 40,900

## 교통

### 철도
- 철도성
  - 주오 본선
  - 야마노테선

## 참고문헌
- 人事興信所編『人事興信録 第6版』人事興信所、1921年。

## 관련서적
- 東京市臨時市域擴張部 『豊多摩郡千駄ヶ谷町現状調査』 1931年